# 다레노가레 아케미
다레노가레 아케미(일본어: ダレノガレ 明美 ダレノガレ あけみ[*], 1990년 7월 16일 ~ )는 일본의 모델, 배우이다. 브라질 태생이며 일본-브라질 혼혈 출신인 아버지와 이탈리아계 어머니 사이에서 태어났다.